# Terapia dialéctica conductual

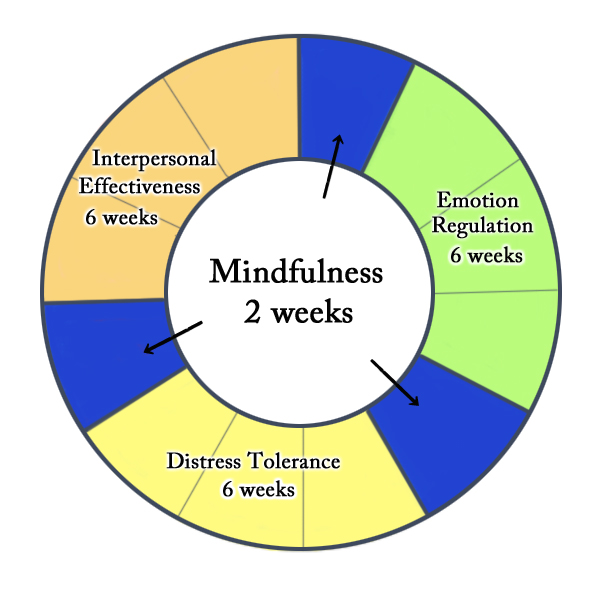
La terapia dialéctica conductual: ciclo de entrenamiento de habilidades grupales.

La terapia dialéctica conductual, también llamada terapia dialéctico-comportamental (TDC; en inglés, DBT, de dialectical behavior therapy) es una psicoterapia conductual-contextual de tercera generación, centrada en la enseñanza de habilidades psicosociales. Fue desarrollada por Marsha M. Linehan, investigadora de psicología de la Universidad de Washington, específicamente para el tratamiento de personas con trastorno límite de la personalidad. Combina diversas técnicas cognitivo-conductuales, dirigidas a la regulación emocional, y pruebas de realidad, con los conceptos de tolerancia a la angustia, aceptación y la plenitud de conciencia, en gran parte derivados de la práctica de meditación budista. Los autores afirman que es la forma de psicoterapia más eficaz en el tratamiento de TLP, y también tiene utilidad en pacientes que presentan síntomas y conductas asociadas a trastornos del estado de ánimo, las autolesiones, abuso sexual, y dependencia química.

## Metas de la terapia
- Reducción de las conductas suicidas y para-suicidas.
- Reducción de las conductas que amenazan el proceso de la terapia.
- Reducción de conductas que interfieren con la calidad de vida del paciente.
- Incrementar las habilidades de conducta.
- Resolver el estrés postraumático.
- Lograr la autovalidación y el respeto por uno mismo.

## Información general del tratamiento
La idea principal de Linehan fue reconocer que los pacientes crónicamente suicidas habían sido criados en ambientes invalidantes y, por lo tanto, requieren de un clima de aceptación incondicional y confianza en el que se desarrolle una alianza entre paciente-terapeuta. Su segunda idea implicaba la necesidad de un compromiso acorde de los pacientes, que tenían que estar dispuestos a aceptar la disfunción emocional en la que se encontraban.
En la TDC el terapeuta se esfuerza para que el paciente lo vea como un aliado y no un adversario, en el tratamiento de problemas psicológicos. En consecuencia, el terapeuta acepta y valida los sentimientos del paciente en un momento dado, pero al mismo tiempo, le hace saber que algunos sentimientos y comportamientos que está experimentando son desadaptativos y en ese momento el terapeuta muestra alternativas de comportamientos sanos que llevarán a sentimientos más agradables.
Linehan combina el compromiso básico de la aceptación y el cambio a través de un progreso dialéctico, y con esto, reunió un conjunto de habilidades de autorregulaciones emocionales extraídas de las tradiciones occidentales psicológicas y las tradiciones orientales de meditación, por ejemplo, la meditación consciente budista mindfulness.
La TDC implica dos instancias:
1. La primera es individual en la cual el terapeuta y el paciente discuten temas que surgen durante la semana, registrados en las tarjetas diarias, y así pueden establecer una jerarquía en los objetivos del tratamiento. Comportamientos autodestructivos y suicidas tienen prioridad: rápidamente comienza la terapia para interferir y detener ese tipo de comportamientos. Luego están los comportamientos que afectan la calidad de vida en el día a día y, finalmente, trabajar para llegar a una vida que valga la pena vivir. Durante la terapia individual, el terapeuta y el paciente trabajan para mejorar el uso de habilidades que son entregadas en la terapia grupal. Para que se genere un vínculo cercano paciente-terapeuta, el paciente tiene el teléfono del terapeuta para llamarlo en caso de alguna emergencia.
2. La segunda instancia corresponde a una terapia de grupo en la que el paciente se reúne una vez por semana con más pacientes y dos terapeutas que median la sesión. Tiene una duración de dos horas y media, dividido ese tiempo en dos módulos de una hora (la media hora se utiliza como un descanso, donde los pacientes pueden relajarse, tomar un aperitivo, tomar café, fumar, etc.). Ahí se aprende a utilizar habilidades específicas que se dividen en cuatro módulos: mindfulness (conciencia plena), efectividad en relaciones interpersonales, regulación emocional y tolerancia a la angustia.

Ni las terapias individuales ni las grupales se utilizan por sí solas. La terapia individual se ocupa de tener bajo control los impulsos suicidas y los problemas emocionales, mientras que las sesiones de grupo se ocupan de enseñar las habilidades únicas de TDC, y de proporcionar la práctica de la regulación emocional y el comportamiento en un contexto social.

## Módulos

### Mindfulness
La atención plena o conciencia plena es uno de los conceptos básicos detrás de todos los elementos de la TDC. La conciencia plena es la capacidad de prestar atención, sin juzgar, el momento presente. La conciencia plena tiene que ver con vivir el momento, experimentando emociones y sentidos plenamente, sin embargo, con la perspectiva. Se considera una base para las otras habilidades enseñadas en TDC, ya que ayuda a las personas a aceptar y tolerar las poderosas emociones que pueden sentir en el momento de exponerse a situaciones molestas. El concepto de la atención y los ejercicios de meditación que se enseñan derivan de la práctica budista tradicional, pero la versión que imparte TDC no implica conceptos religiosos o metafísicos.

### Tolerancia al malestar
Muchos de los actuales enfoques de tratamientos de salud mental, se centran en el cambio de los acontecimientos y las circunstancias angustiantes. Ellos han prestado poca atención a la aceptación, la búsqueda de sentido, y la tolerancia de la angustia. La terapia conductual dialéctica hace hincapié en aprender a soportar el dolor con habilidad. [cita requerida]
Las habilidades de tolerancia al malestar constituyen un desarrollo natural de las habilidades de mindfulness. Tiene que ver con la capacidad de aceptar, sin prejuicios, a uno mismo y a la situación actual. Dado que esta es una postura sin prejuicios, no significa una aprobación o renuncia. El objetivo es llegar a ser capaz de reconocer con calma las situaciones negativas y su impacto, en lugar de ser abrumado o esconderse de ellos. Esto permite a los individuos a tomar decisiones sabias acerca de si y cómo actuar, en lugar de caer en las reacciones emocionales intensas, desesperadas, y a menudo destructivas que forman parte del trastorno límite de personalidad. [cita requerida]

#### Habilidades

##### Distraerse con ACCEPTS
(Siglas en inglés: Activities, Contribute, Comparisons, Emotions, Push away, Thoughts, Sensations)

##### Mejorar el momento
Tomarse un respiro o vacación de todo, por un periodo corto de tiempo.
Ánimo
Animarse a uno mismo. Decirse: puedo salir de esto.

##### Cambiando la mente
Cambiar la mente hacia un estado de aceptación. Debe de usarse con aceptación radical.

### Regulación emocional
Las personas con trastorno límite de la personalidad y las personas con tendencias suicidas son emocionalmente intensas. Pueden estar enojados, frustrados, deprimidos, ansiosos, pero siempre lo vivirán de una manera muy intensa. Estos pacientes recibirán una ayuda para aprender a regular sus emociones. Las siguientes habilidades sirven para:
- Identificación de las emociones
- Identificación de los obstáculos mientras evoluciona la emoción
- Reducción de la vulnerabilidad a la mente emocional
- El aumento de eventos emocionales positivos
- El aumento de la atención a las emociones actuales
- Tomar la acción opuesta a la emoción molesta
- La aplicación de técnicas de tolerancia al malestar.

#### Habilidades
1. Qué sensación predomina
2. Atención a las sensaciones corporales
3. Poner nombre a la sensaciónAcción opuesta

### Efectividad interpersonal
Muchas clases de resolución de problemas interpersonales incluyen estrategias para pedir lo que se necesita, decir que no, y hacer frente a los conflictos interpersonales. 
Las personas con trastorno límite de la personalidad con frecuencia poseen buenas habilidades interpersonales en un sentido general. Los problemas surgen en la aplicación de estos conocimientos a situaciones específicas. Una persona puede ser capaz de tener un comportamiento adecuado cuando otra persona se encuentra en una situación problemática, pero puede ser completamente incapaz de generar un comportamiento sano al analizar su propia situación.
El módulo de la efectividad interpersonal se centra en situaciones en las que el objetivo es cambiar algo o resistir a cambios en otros. Las habilidades que se enseñan tienen la intención de maximizar las posibilidades, para que los objetivos de una persona, en una situación específica, se cumplan y, al mismo tiempo, no dañar la relación interpersonal o a la persona consigo misma.

#### Habilidades
Describir la situación.
Expresar por qué es un tema y cómo se siente al respecto.
Imponerse claramente al pedir lo que se quiere.
Reforzar la posición, ofreciendo una consecuencia positiva.
Consciente de la situación, centrarse en lo que se quiere, e ignorar las distracciones.
Negociar con la persona en cuestión y llegar a un acuerdo cómodo según la solicitud.

## Herramientas

### Tarjetas diarias
Ofrecen un formato especial para el seguimiento de los comportamientos que interfieren, distraen o entorpecen el progreso del paciente. Son fichas que el paciente completa semana a semana donde apunta situaciones, emociones y conductas que causaron problema durante la semana.

## Bases filosóficas
Las bases filosóficas de la terapia dialéctica se dan exclusivamente del pensamiento platoniano y la episteme desarrollada por este utilizando la estructura de las definiciones y del pensamiento para la comprensión y asimilación y obtención del conocimiento y una personalidad equilibrada y sin complejos.

### Teoría Biosocial
"La terapia dialéctico-conductual se basa en la teoría biosocial del funcionamiento de la personalidad, en la que el trastorno límite de la personalidad se contempla como un trastorno que parte del desajuste en algún punto del sistema biológico de la regulación emocional, potencializado por un ambiente invalidante que responde erráticamente (sea por exceso o por omisión) a la experiencia privada del niño en la historia de aprendizaje. Este se caracteriza por una elevada sensibilidad emocional, un aumento de la intensidad de las emociones y un lento retorno a la emotividad basal. Las conductas características y las experiencias emocionales asociadas con el trastorno límite de la personalidad resultan según esta teoría de la expresión de esta disfunción biológica en un entorno ambiental experimentado como invalidante por el paciente borderline."

### Terapia cognitivo conductual
Uno de los muchos componentes integrantes de la TDC es la terapia cognitivo-conductual. La TDC se adhiere al "ethos" científico. Utiliza la autosupervisión, con un énfasis en el aquí y el ahora y toma mucho prestado de la terapia cognitivo-conductual, incluyendo el estilo de colaboración abierta y explícita entre paciente y terapeuta. Es más, el tratamiento tiene un manual, la "biblia" de la TDC, que es la obra de M. Linehan "Tratamiento cognitivo conductual del trastorno borderline" (1993a). (Ella dice que su editor insistió en titularlo "tratamiento cognitivo-conductual" porque pensaba que un título que incluyera la palabra "dialéctica" tendría menos posibilidad de obtener buenas ventas, en particular en los Estados Unidos)